# FH-88
FH-88 ili Field Howitzer 88 (hrv. Poljska haubica 88) je singapurska vučna haubica kalibra 155 mm. Riječ je o prvoj singapurskoj samostalno razvijenoj vučnoj haubici za potrebe domaće vojske.

## Povijest
Singapurska tvrtka CIS (Chartered Industries of Singapore) ili preciznije njezin odjel ODE (Ordnance Development & Engineering) je 1983. godine započeo s razvojem prve domaće vučne haubice. Tako je u naredne četiri godine razvijeno pet prototipova što je dovelo do predproizvodne serije od šest 155 mm haubica. Serijska proizvodnja je pokrenuta 1987. a haubica je sljedeće godine uvedena u singapursku vojnu službu. Time je zamijenila izraelsku vučnu haubicu Soltam M-71.
Tijekom prve polovice 1990-ih razvijena je naprednija haubica FH-2000 koja je od svojeg prethodnika preuzela ciljnički sustav, pogonski agregat i cijelu obitelj 155 mm topničkih granata. Time je singapurskoj vojsci trebalo malo vremena na prilagodbu za korištenjem nove haubice.

## Korisnici
- Singapur: singapurska vojska.[1][2]
- Indonezija: indonežanska vojska.[1][2]

## Vidjeti također
- FH-2000

## Vanjske poveznice
- FH-88 Singapore Technologies Kinetics Ltd - STK